# 페로 카릴 오에스테
클루브 페로 카릴 오에스테(Club Ferro Carril Oeste)는 아르헨티나 부에노스아이레스의 스포츠 클럽이다.
1904년 7월 28일 철도 노동자들에 의해서 설립되었다. 여러 스포츠가 있지만, 축구팀이 유명하다.

## 선수 명단

### 현역
참고: FIFA 자격 규정에 따라 소속된 국가대표팀 국기를 표시합니다. 선수는 복수의 FIFA 비회원국 국적을 가지고 있을 수 있습니다.
| 번호 | 포지션 | 국적     | 이름              |
| ---- | ------ | -------- | ----------------- |
| -    | DF     | 파라과이 | 다리오 카세레스   |
| -    | MF     |          | 클라우디오 모스카 |

| 번호 | 포지션 | 국적     | 이름          |
| ---- | ------ | -------- | ------------- |
| -    | MF     | 콜롬비아 | 존 그라나도스 |

### 역대
틀:페로 카릴 오에스테
틀:페로 카릴 오에스테 감독